# Баймуканов, Андрей Камашевич
Андрей Камашевич Баймуканов (1 июня 1929 — 6 февраля 2000) — скотник откормочного совхоза «Краснозёрский» Краснозёрского района Новосибирской области. Герой Социалистического Труда (14.02.1957).

## Биография
Родился 1 июня 1929 года в селе Трофимовка (сейчас ‒ территория государства Казахстан). В некоторых источниках датой рождения указывается 1926 год, но сам Баймуканов говорил, что в 1932 году ему не было и четырёх лет. Имя при рождении — Ахмедьян. Как отец, так и дедушка Баймуканова были животноводами и работали у представителей кулачества.
Первоначально вместе с семьёй жил на территории современной Павлодарской области. В 1932 году переехал в Сибирь: первоначально в Убинский район, а после этого — в Краснозёрский, где его семья поселилась в посёлке Круглое. Там Баймуканов получил русское имя Андрей и пошёл в школу. Получал образование в восьмилетней школе, где окончил четыре класса. После учёбы начал трудовую деятельность. Прошёл срочную службу в Советской армии. Затем, после прохождения службы, работал в откормсовхозе «Краснозёрский», где был скотником. Также был водовозом на ферме.
В 1950-х годах Баймуканов стал водить гурты из своего совхоза до расположенного в Новосибирске комбината (дорога занимала месяц). Он придумал режим, по которому должно двигаться стадо при учёте условий пастьбы, и получил в общей сложности привесов на 161 центнер. После освоения целинных и залежных земель поднялся вопрос мясного скотоводства. Баймуканов и его жена Пашта осознали удобство работы семейной ячейкой, заложили фундамент семейного подряда. Это привело к ежегодному росту привесов. Супруги также создали площадку, предназначенную для откорма скота. Привесы на одного бычка за сутки составляли от 900 до 1 200 грамм.
С 1968 года Баймукановы первыми в районе освоили новую технологию по откорму скота на откормплощадках. Потом их примеру последовали десятки других семейств района.
Указом Президиума Верховного Совета СССР от 8 апреля 1971 года за выдающиеся успехи, достигнутые в развитии сельскохозяйственного производства и выполнении пятилетнего плана продажи государству продуктов животноводства, Баймуканову Андрею Камашевичу присвоено звание Героя Социалистического Труда с вручением ордена Ленина и золотой медали «Серп и Молот».
В 1972 году его жена Пашта Усеновна Баймуканова была награждена орденом «Знак Почёта». В 1976 году ему самому была присуждена Государственная премия СССР — это единственный случай в Краснозёрском районе.
К этому времени они уже стабильно получали среднесуточные привесы до 1200 граммов. Технология, зародившаяся в Краснозёрском откормсовхозе (ныне — племзавод ОПХ «Садовское»), получила научное подкрепление и стала именоваться технологией интенсивного откорма скота.
Не однократно становился участником ВДНХ СССР, избирался делегатом и участвовал в работе съезда профсоюзов СССР.
Скончался 6 февраля 2000 года. Похоронен в посёлке Урожайный Краснозёрский район Новосибирской области России.

## Награды
- Золотая медаль «Серп и Молот» (8.04.1971);
- орден Ленина (8.04.1971)
- Медаль «За доблестный труд в Великой Отечественной войне 1941—1945 гг.»
- и другими
- Отмечен дипломами и почётными грамотами.